# Campeonato Mundial de Gimnasia Rítmica de 1977
El VIII Campeonato Mundial de Gimnasia Rítmica se celebró en Basilea (Suiza) entre el 13 y el 16 de octubre de 1977 bajo la organización de la Federación Internacional de Gimnasia (FIG) y la Federación Suiza de Gimnasia.

## Resultados
| Evento                   | Oro                                         | Plata                                                                        | Bronce                                                                     |
| ------------------------ | ------------------------------------------- | ---------------------------------------------------------------------------- | -------------------------------------------------------------------------- |
| Concurso completo ind.   | Irina Deriugina Unión Soviética 38,650 pts. | Galina Shugurova Unión Soviética 38,600 pts.                                 | Kristina Giurova Bulgaria 38,250 pts.                                      |
| Cuerda                   | Galina Shugurova Unión Soviética 19,500     | Zuzana Záveská Checoslovaquia 19,350                                         | Iveta Havlíčková Checoslovaquia 19,300                                     |
| Pelota                   | Galina Shugurova Unión Soviética 19,650     | Irina Deriugina Unión Soviética 19,600                                       | Natalia Krasheninnikova Unión Soviética 19,450                             |
| Cinta                    | Irina Deriugina Unión Soviética 19,450      | Carmen Rischer Alemania Occidental / Galina Shugurova Unión Soviética 19,200 |                                                                            |
| Aro                      | Galina Shugurova Unión Soviética 19,400     | Irina Deriugina Unión Soviética 19,300                                       | Kristina Giurova Bulgaria / Natalia Krasheninnikova Unión Soviética 19,150 |
| Grupos concurso completo | Unión Soviética 38,370                      | Bulgaria 38,300                                                              | Checoslovaquia 37,600                                                      |

## Medallero
| Núm. | País                | Oro | Plata | Bronce | Total |
| ---- | ------------------- | --- | ----- | ------ | ----- |
| 1    | Unión Soviética     | 6   | 4     | 2      | 12    |
| 2    | Bulgaria            | 0   | 1     | 2      | 3     |
| 2    | Checoslovaquia      | 0   | 1     | 2      | 3     |
| 4    | Alemania Occidental | 0   | 1     | 0      | 1     |

- Datos: Q2559786